# Deltshevia
Deltshevia is een geslacht van spinnen uit de  familie van de Hersiliidae.

## Soorten
- Deltshevia danovi Marusik & Fet, 2009
- Deltshevia gromovi Marusik & Fet, 2009